# Sinogastromyzon maon
Sinogastromyzon maon är en fiskart som beskrevs av Nguyen 2005. Sinogastromyzon maon ingår i släktet Sinogastromyzon och familjen grönlingsfiskar. IUCN kategoriserar arten globalt som otillräckligt studerad. Inga underarter finns listade i Catalogue of Life.